# Heilig-Geist-Kirche (Essen-Katernberg)

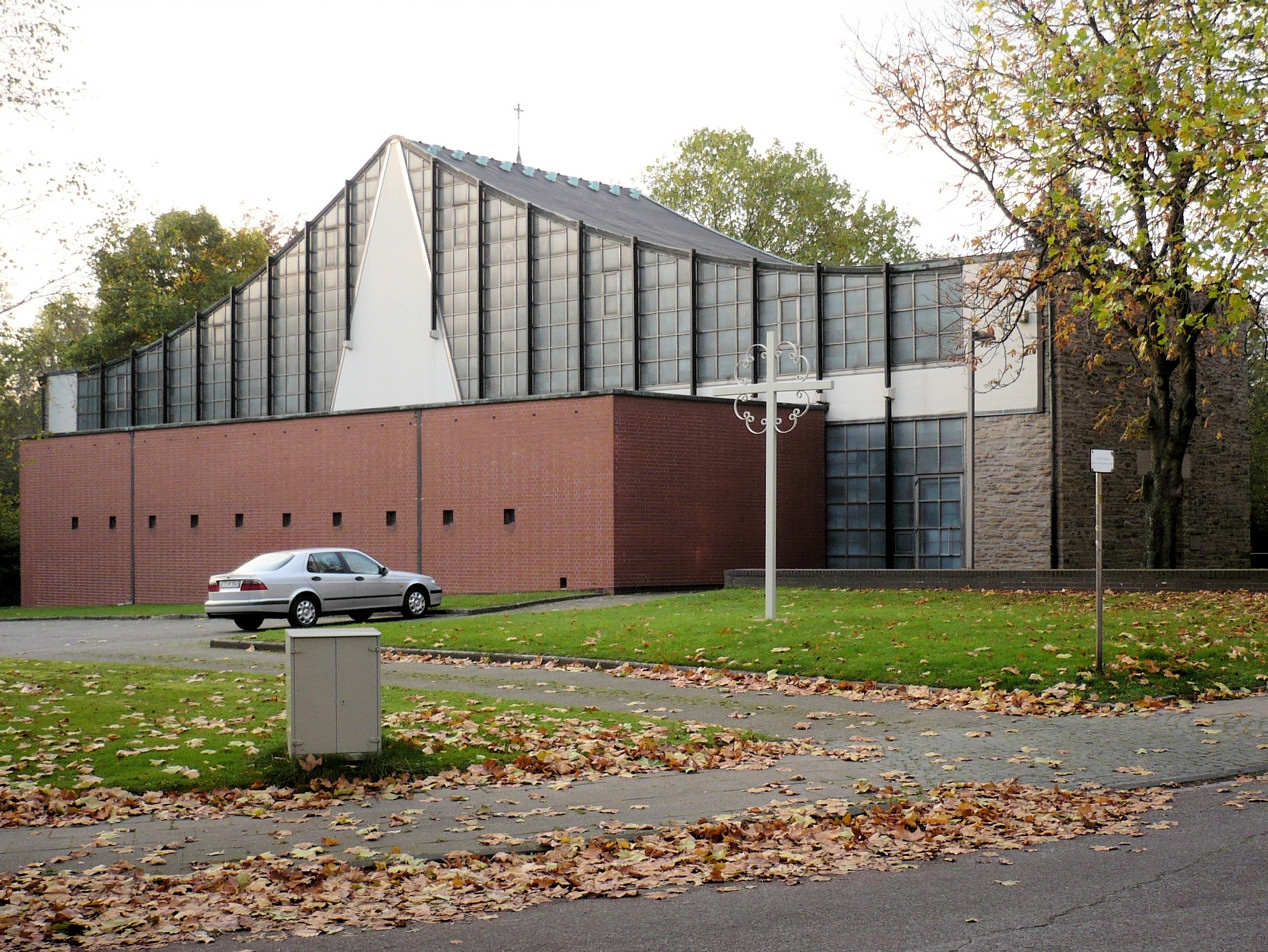
Heilig-Geist-Kirche

Die 2020 geschlossene römisch-katholische Heilig-Geist-Kirche im Essener Stadtteil Katernberg ist eine Filialkirche der Pfarrgemeinde St. Nikolaus. Sie wurde 1957 geweiht und steht seit Februar 2019 unter Denkmalschutz.

## Geschichte

### Vorgängerbau
Ein erster Kirchbauverein in Katernberg wurde im Jahr 1908 gegründet, denn die in der Zeit der Industrialisierung schnell wachsende Gemeinde benötigte neben der zu klein gewordenen St.-Joseph-Kirche aus dem Jahr 1889 ein weiteres Gotteshaus. Im Ursprung gehörte die katholische Pfarrgemeinde zur St.-Joseph-Pfarrei.
Eine erste Notkirche entstand ab 1933 aus dem Umbau einer Halle der zuvor in Konkurs gegangenen Ölfabrik Blass und Sohn durch den Architekten Emil Jung. Sie wurde am 13. Oktober 1934 durch Weihbischof Joseph Hammels konsekriert und in den 1940er Jahren wegen Berg- und Kriegsschäden aufgegeben. Der endgültige Abriss erfolgte in den 1980er Jahren. Zudem nutzte die Gemeinde ein in unmittelbarer Nähe gelegenes Gebäude als Jugendheim.

### Heutiger Kirchbau
Nach dem Zweiten Weltkrieg, am 1. Juli 1947, wurde sie mit Gebietsteilen der benachbarten Gemeinden St. Nikolaus (Stoppenberg) und St. Elisabeth (Schonnebeck) zur Rektratspfarrei Heilig-Geist erhoben. Zur kanonischen Pfarrgemeinde wurde sie dann am 18. Mai 1951. Bisher zum Erzbistum Köln gehörig, kam sie bei seiner Gründung am 1. Januar 1958 an das Bistum Essen. Zuletzt folgte am 1. April 2008 die Eingliederung der Pfarreien Heilig Geist, St. Albertus Magnus und St. Joseph in die neugegründete Pfarrei St. Nikolaus.
Die Grundsteinlegung der heutigen Kirche fand am 25. Februar 1956 statt. Der die Grundsteinlegungs-Urkunde enthaltende rund 200 Kilogramm schwere Ruhrsandstein-Quader ist mit Jahreszahl am Eingangsportal angebracht. Die Konsekration erfolgte am 31. August 1958 durch Bischof Franz Hengsbach.
Nach Plänen des Architekten Gottfried Böhm wurden 1955 bis 1957 das Kirchengebäude mit rund 400 Sitzplätzen, 1958 das Pfarrhaus, 1965 das Jugendheim und der Kindergarten sowie 1967 das Haus des Küsters erbaut. Damit übernahm er das Werk für seinen 1955 verstorbenen Vater Dominikus Böhm. Die Architektur des Kirchengebäudes aus Beton und Glas in Form eines Zeltes aus übergehängten Tüchern folgt dem Bibelvers (Hebräer 13, 14): Denn wir haben hier keine bleibende Stadt, sondern die künftige suchen wir.
Die zweimanualige Orgel mit 26 Registern stammt aus der Eggert Orgelbau-Anstalt, 1902 übernommen durch Anton Feith und in den 1920er Jahren an seinen Sohn Anton Feith II. weitergegeben. Sie wurde im Jahr 1960 geweiht.
Nach der Entscheidung des Ausschusses für Stadtentwicklung und Stadtplanung des Rates der Stadt Essen wurde die Kirche samt Nebengebäuden am 7. Februar 2019 unter Denkmalschutz gestellt.
Mit dem letzten Gottesdienst am 14. August 2020 wurde die Kirche geschlossen, der Altar wurde per Dekret vom 23. Mai 2024 entweiht.

## Kunstraum Heilig Geist am UNESCO-Welterbe Zollverein
Am 6. April 2025 eröffnet in der ehemaligen Heilig-Geist-Kirche der Kunstraum Heilig Geist am UNESCO-Welterbe Zollverein. Es wird ein neuer Ort für zeitgenössische Kunst, der kreative Perspektiven für die Nachnutzung sakraler Gebäude aufzeigt. Die Einzelausstellung „How I Learned to Love the A“ von Robert Janitz, kuratiert von Ulrich Wilmes, markiert den Auftakt für ein vielfältiges Ausstellungsprogramm, welches neue Impulse für die Kunstszene im Ruhrgebiet setzt. Mit dem nahe gelegenen UNESCO-Welterbe Zollverein wird es diverse Kooperationen geben. 
Das Konzept des Kunstraum Heilig Geist am UNESCO-Welterbe Zollverein sieht vor, wechselnde Ausstellungen in Zusammenarbeit mit renommierten Kuratorinnen und Kuratoren zu präsentieren. Nach der Ausstellung von Robert Janitz folgt eine Fotografie-Schau von Hans Georg Esch, einem der führenden Architekturfotografen weltweit. Natalia Taranta übernimmt die Direktion und künstlerische Leitung vom privatwirtschaftlich betriebenen Ausstellungshaus.
Der Kunstraum Heilig Geist wird von der Hl. Geist Immobilien- und Verwaltungsgesellschaft mbH betrieben, deren Geschäftsführer der Berliner Galerist Johann König ist.